# Шкала самооцінки РДУГ для дорослих
Шкала самооцінки РДУГ для дорослих ВООЗ (англ. WHO Adult ADHD Self-Report Scale, ASRS) — коротка анкета самооцінки, розроблена Всесвітньою організацією охорони здоров'я (ВООЗ) у співпраці з дослідниками з Нью-Йоркського університету та Гарвардської медичної школи для скринінгу симптомів розладу дефіциту уваги та гіперактивності (РДУГ) у дорослих. Шкала є інструментом скринінгу, а не діагностичним тестом, і використовується для виявлення осіб, які можуть потребувати подальшої оцінки на РДУГ.

## Історія створення та мета
Розробка шкали ASRS була ініційована ВООЗ у співпраці з дослідниками з Нью-Йоркського університету та Гарвардської медичної школи з метою створення стандартизованого інструменту для виявлення симптомів РДУГ у дорослих у різних культурних контекстах. Це було зумовлено зростаючим усвідомленням того, що РДУГ часто зберігається у дорослому віці та може призводити до значних функціональних порушень. Основна мета шкали полягає у швидкому скринінгу осіб, які можуть мати симптоми РДУГ, для подальшого направлення на комплексну діагностичну оцінку.

## Версії
Шкала ASRS існує у двох основних версіях:
- Повна версія включає 18 питань, що відповідають критеріям симптомів РДУГ з Діагностичного і статистичного посібника з психічних розладів, четверте видання (DSM-IV).
- Коротка скринінгова версія (ASRS-v1.1) складається з 6 питань, відібраних з 18-пунктової версії для швидкого скринінгу.[1]

## Опис та методологія
Обидві версії шкали ASRS містять питання, що охоплюють дві основні доменні області симптомів РДУГ: неуважність та гіперактивність/імпульсивність.
Респондентам пропонується оцінити, як часто вони відчували кожен із симптомів протягом останніх шести місяців, використовуючи п'ятибальну шкалу (у деяких версіях чотирибальну):
- Ніколи
- Рідко
- Іноді
- Часто
- Дуже часто

Коротка 6-пунктова версія (ASRS-v1.1) включає наступні питання:
1. Як часто ви маєте труднощі з концентрацією уваги під час читання або виконання роботи?
2. Як часто ви маєте труднощі з утриманням уваги під час розмови?
3. Як часто ви забуваєте про свої зустрічі або зобов'язання?
4. Як часто ви уникаєте або не любите займатися справами, які потребують тривалого розумового зусилля?
5. Як часто ви відчуваєте надмірну метушливість або неспокій?
6. Як часто вам важко спокійно сидіти на місці?

## Оцінювання та інтерпретація
В оригінальній 18-пунктовій версії оцінювання може включати підрахунок кількості відповідей, що вказують на часте або дуже часте виникнення симптомів.
У короткій 6-пунктовій версії ASRS-v1.1 позитивним результатом скринінгу вважається наявність чотирьох або більше відповідей «Часто» або «Дуже часто» у полях. Особи з позитивним результатом потребують подальшої комплексної діагностичної оцінки для підтвердження діагнозу РДУГ.
Важливо підкреслити, що шкала ASRS є скринінговим інструментом і не може самостійно використовуватися для встановлення діагнозу РДУГ. Діагноз повинен встановлюватися кваліфікованим фахівцем на основі всебічного клінічного обстеження.

## Психометричні властивості
Дослідження показали, що коротка версія ASRS-v1.1 має прийнятні психометричні властивості. У дослідженні, проведеному в первинній медичній допомозі, ASRS-v1.1 показала скориговану чутливість 1.0 та специфічність 0.71. Інше дослідження серед пацієнтів із розладами вживання психоактивних речовин виявило чутливість 87.5 % та специфічність 68.6 % при пороговому значенні 4.
Внутрішня узгодженість (коефіцієнт Альфа Кронбаха) для короткої версії коливається від 0.63 до 0.72, а тест-ретестова надійність становить від 0.58 до 0.77. Існує добра узгодженість з клінічним діагнозом (площа під ROC-кривою становить 0.90).
Факторний аналіз ASRS-v1.1 виявив два фактори, пов'язані з неуважністю та гіперактивністю/імпульсивністю, які пояснюють 67.7 % дисперсії. Подальші дослідження виявили біфакторну структуру з окремими вимірами неуважності, моторної гіперактивності/імпульсивності та вербальної гіперактивності/імпульсивності.
Дослідження серед студентів коледжів з РДУГ показали помірну до доброї узгодженості між самозвітами та звітами значущих інших (кореляція = 0.47), а також між самозвітами, отриманими за допомогою телефонного інтерв'ю та паперової версії (кореляція = 0.66). Повна версія ASRS корелювала з порушеннями виконавчих функцій (кореляція = 0.63) та повсякденними когнітивними помилками (кореляція = 0.74).

## Застосування
Шкала самооцінки РДУГ для дорослих ВООЗ (ASRS) використовується в різних контекстах:
- Первинна медична допомога: для скринінгу дорослих з підозрою на РДУГ під час рутинних візитів. Коротка тривалість заповнення (в середньому 54.3 секунди) робить її зручним інструментом у зайнятій практиці.[2]
- Клінічна практика: для початкової оцінки симптомів РДУГ у дорослих та для моніторингу ефективності лікування.[7]
- Дослідження: у наукових дослідженнях для оцінки поширеності РДУГ та вивчення різних аспектів розладу.[3][6]
- Розлади вживання психоактивних речовин: для скринінгу РДУГ у пацієнтів із розладами вживання психоактивних речовин, де діагностика може бути ускладнена.[5]
- Студенти коледжів: для виявлення симптомів РДУГ у студентів та оцінки їхнього впливу на навчання та функціонування.[3]

## Переваги
- Короткість: Особливо 6-пунктова версія є швидкою та легкою у використанні.[2]
- Простота: Легкість заповнення та інтерпретації.[7]
- Стандартизація: Розроблена ВООЗ, що сприяє стандартизації оцінки на міжнародному рівні.[1]
- Валідність та надійність: Підтверджені численними науковими дослідженнями в різних популяціях.[2][5][3]
- Висока чутливість: Коротка версія ASRS-v1.1 показала високу чутливість у виявленні дорослих з РДУГ, що свідчить про те, що вона рідко пропускає випадки розладу.[2]

## Обмеження
- Суб'єктивність: Результати залежать від самооцінки респондента.[7]
- Не є діагностичним інструментом: Позитивний результат потребує підтвердження діагнозу кваліфікованим фахівцем. Лікарі повинні використовувати результати шкали в контексті іншої клінічної інформації.[5]
- Може не враховувати інші медичні та психічні стани, які можуть впливати на симптоми, подібні до РДУГ.[2]
- Не оцінює непослідовність відповідей або симуляцію.[2]